# Bergkirche (Frankfurt am Main)

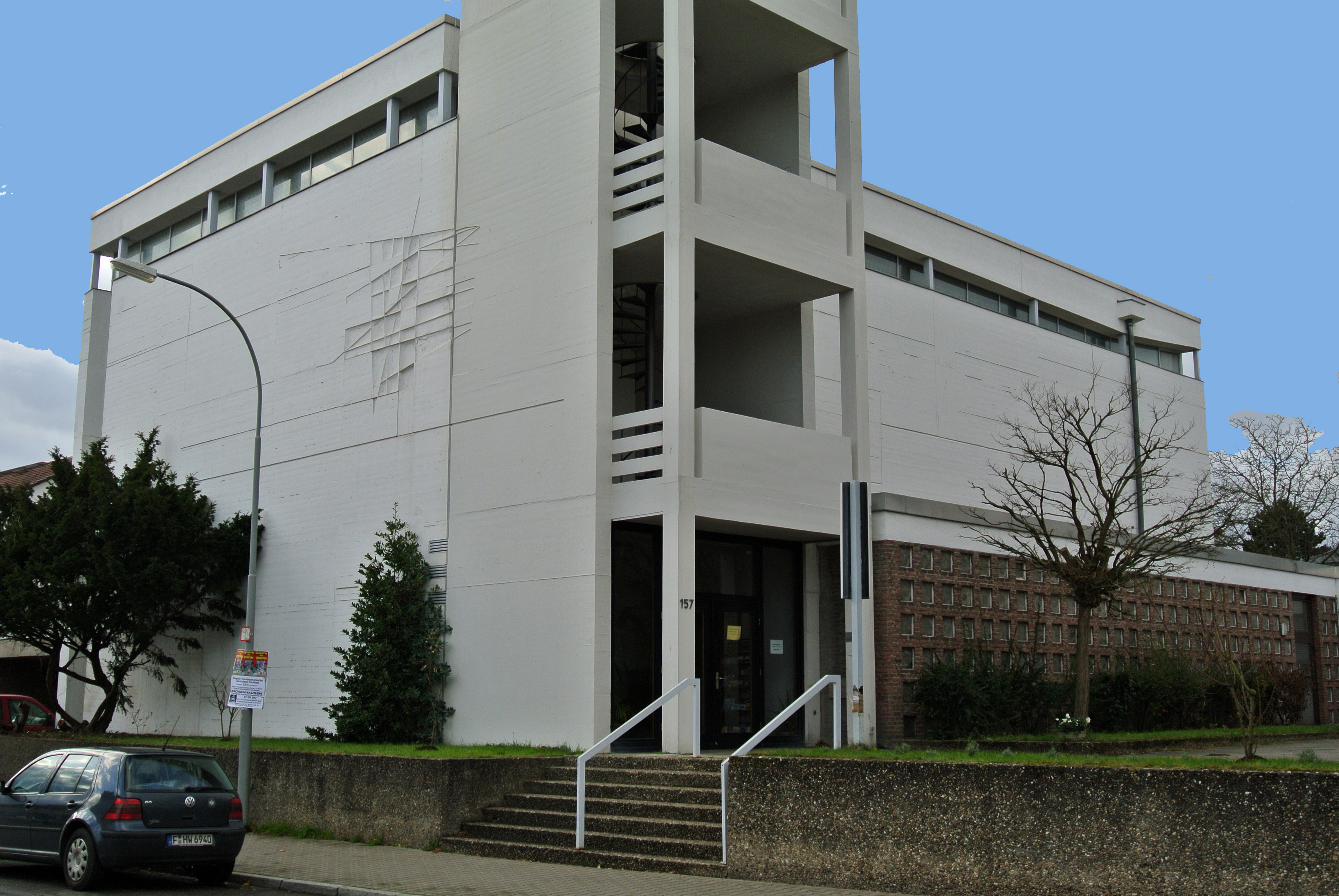
Bergkirche von Norden

Die evangelische Bergkirche in Sachsenhausen, einem Stadtteil von Frankfurt am Main, ist nach ihrem Gemeindegebiet benannt, dem Sachsenhäuser Berg.

## Entstehung
Auf dem Sachsenhäuser Berg entwickelte sich in den 1950er Jahren ein Wohngebiet, für das 1958 am Sachsenhäuser Landwehrweg ein evangelisches Gemeindehaus errichtet wurde. Für den Neubau einer Kirche lobte man einen Architektenwettbewerb aus, den der Architekt Werner W. Neumann für sich entschied. 1964 wurde mit dem Bau begonnen und am 21. August 1966 das Gotteshaus eingeweiht. Die Bergkirche ist ein hessisches Kulturdenkmal.

## Beschreibung
Die Bergkirche steht auf dem ansteigenden Gelände südöstlich des Südfriedhofs an der Ecke zum Hainer Weg. Der kubische Bau war ehemals betonsichtig und wurde inzwischen weiß überstrichen. Das äußere Erscheinungsbild ist durch eine abwechslungsreiche Schalungsstruktur gekennzeichnet, die der Bildhauer Hans König gestaltete. Der vorgelagerte, 42 Meter hohe Glockenturm dominiert weithin sichtbar. Das Kirchenschiff ist von der Straße zurückgesetzt, sodass ein Platz entsteht. Der in sich durchbrochene Turm kontrastiert das monolithisch geschlossene Kirchengebäude. Die Nebenräume aus Backstein mit kleinteiligen Fenstern sind im Norden angeordnet.
Im vorgezogenen Turm befindet sich der Eingang. Durch einen Verbindungsgang gelangt man in den Innenraum. Im Gegensatz zur Fassade ist das Innere durch warme und dunklere Farbtöne gekennzeichnet. Die Wände bestehen aus rotem Backstein, die Decke ist mit Holz verkleidet, und der Boden ist mit dunklen Platten belegt. Ein umlaufendes Fensterband, das ebenfalls Hans König gestaltete, belichtet den Raum. Es bildet die Fuge zwischen Dach und Wänden, sodass die Decke zu schweben scheint. Zwei Bankblöcke für etwa 420 Personen sind auf den erhöhten Altar gerichtet. Ein kreuzförmiges Fenster betont den Ort für die Taufe. Der Taufstein entstand nach Plänen des Architekten.
Auf der aus Sichtbeton bestehenden Empore im Osten befindet sich die Orgel. Das Instrument mit 24 Registern und zwei Manualen fertigte in den Jahren 1967 bis 1970 Förster & Nicolaus Orgelbau an.

## Glocken
Die fünf Glocken stammen von der Glocken- und Kunstgießerei Rincker:
| Nr. | Nominal | Gewicht (kg) | Spruch                                                     | Bibelstelle    |
| 1   | g1      | 903          | Tritt auf den Berg vor den Herrn                           | (1 Kön 19,11 ) |
| 2   | b1      | 560          | Ihr seid Kinder Gottes durch den Glauben an Jesus Christus | (Gal 3,26 )    |
| 3   | c2      | 430          | Setzt eure Hoffnung auf die Gnade                          | (1 Petr 1,13 ) |
| 4   | d2      | 289          | Bleibt fest in der brüderlichen Liebe                      | (Hebr 13,1 )   |
| 5   | es2     | 219          | Der Gott des Friedens sei mit euch allen                   | (Römer 15,33 ) |